# Gran Premio motociclistico del Giappone 1988
Il Gran Premio motociclistico del Giappone 1988 fu la prima gara del Motomondiale 1988. Si disputò il 27 marzo 1988 sul circuito di Suzuka.
Si è gareggiato in due classi, con le vittorie di Kevin Schwantz su Suzuki in classe 500 e di Anton Mang in classe 250.
Schwantz ottiene la sua prima vittoria nel motomondiale.

## Classe 500

### Arrivati al traguardo
| Pos | Pilota              | Moto      | Giri | Tempo     | Griglia | Punti |
| --- | ------------------- | --------- | ---- | --------- | ------- | ----- |
| 1   | Kevin Schwantz      | Suzuki    | 22   | 50:03.750 | 3       | 20    |
| 2   | Wayne Gardner       | Honda     | 22   | +8.384    | 4       | 17    |
| 3   | Eddie Lawson        | Yamaha    | 22   | +12.724   | 2       | 15    |
| 4   | Niall Mackenzie     | Honda     | 22   | +15.785   | 18      | 13    |
| 5   | Tadahiko Taira      | Yamaha    | 22   | +36.383   | 1       | 11    |
| 6   | Wayne Rainey        | Yamaha    | 22   | +42.070   | 6       | 10    |
| 7   | Kevin Magee         | Yamaha    | 22   | +42.179   | 7       | 9     |
| 8   | Christian Sarron    | Yamaha    | 22   | +45.186   | 5       | 8     |
| 9   | Didier de Radiguès  | Yamaha    | 22   | +1:01.213 | 13      | 7     |
| 10  | Shunji Yatsushiro   | Honda     | 22   | +1:10.288 | 19      | 6     |
| 11  | Hikaru Miyagi       | Honda     | 22   | +1:16.201 | 15      | 5     |
| 12  | Ron Haslam          | Elf-Honda | 22   | +1:20.045 | 10      | 4     |
| 13  | Patrick Igoa        | Yamaha    | 22   | +1:29.535 | 22      | 3     |
| 14  | Pierfrancesco Chili | Honda     | 22   | +1:38.989 | 12      | 2     |
| 15  | Osamu Hiwatashi     | Suzuki    | 22   | +1:42.545 | 23      | 1     |
| 16  | Shinji Katayama     | Yamaha    | 22   | +1:45.611 | 14      |       |
| 17  | Masaru Mizutani     | Suzuki    | 22   | +2:04.446 | 11      |       |
| 18  | Keiji Kinoshita     | Honda     | 21   | +1 giro   | 28      |       |
| 19  | Alessandro Valesi   | Honda     | 21   | +1 giro   | 24      |       |

### Ritirati
| Pilota              | Moto   | Giri | Motivo ritiro      | Griglia |
| ------------------- | ------ | ---- | ------------------ | ------- |
| Norihiko Fujiwara   | Yamaha | 21   | Caduta             | 17      |
| Hisashi Yamana      | Suzuki | 19   |                    | 27      |
| Manfred Fischer     | Honda  | 19   |                    | 29      |
| Marco Gentile       | Fior   | 17   |                    | 26      |
| Katsunori Shinozaki | Suzuki | 13   |                    | 21      |
| Shin'ichi Itō       | Honda  | 13   | Caduta             | 9       |
| Robert McElnea      | Suzuki | 10   | Caduta             | 8       |
| Raymond Roche       | Cagiva | 9    | Problema meccanico | 20      |
| Randy Mamola        | Cagiva | 8    | Problema meccanico | 16      |

### Non partito
| Pilota          | Moto  | Griglia |
| --------------- | ----- | ------- |
| Fabio Barchitta | Honda | 25      |

### Non qualificato
| Pilota       | Moto   |
| ------------ | ------ |
| Kunio Machii | Yamaha |

## Classe 250

### Arrivati al traguardo
| Pos | Pilota               | Moto       | Tempo     | Griglia | Punti |
| --- | -------------------- | ---------- | --------- | ------- | ----- |
| 1   | Anton Mang           | Honda      | 47:14.260 | 16      | 20    |
| 2   | Sito Pons            | Honda      | +0.620    | 19      | 17    |
| 3   | Masaru Kobayashi     | Honda      | +1.170    | 21      | 15    |
| 4   | Jacques Cornu        | Honda      | +4.970    | 4       | 13    |
| 5   | John Kocinski        | Yamaha     | +5.570    | 3       | 11    |
| 6   | Juan Garriga         | Yamaha     | +6.310    | 26      | 10    |
| 7   | Jean-Philippe Ruggia | Yamaha     | +7.330    | 11      | 9     |
| 8   | Toshihiko Honma      | Yamaha     | +9.560    | 1       | 8     |
| 9   | Carlos Cardús        | Honda      | +15.430   | 9       | 7     |
| 10  | Masumitsu Taguchi    | Honda      | +19.170   | 7       | 6     |
| 11  | Seigo Kikuchi        | Honda      | +19.360   | 27      | 5     |
| 12  | Kyoji Nanba          | Yamaha     | +20.170   | 23      | 4     |
| 13  | Carlos Lavado        | Yamaha     | +20.990   | 10      | 3     |
| 14  | Youichi Yamamoto     | Honda      | +28.770   | 8       | 2     |
| 15  | Keiji Tamura         | Yamaha     | +30.950   | 2       | 1     |
| 16  | Yoshinari Hori       | Honda      | +40.160   | 12      |       |
| 17  | Donnie McLeod        | EMC-Rotax  | +40.450   | 31      |       |
| 18  | Hideshi Tomita       | Honda      | +40.710   | 13      |       |
| 19  | Jean-Michel Mattioli | Yamaha     | +54.880   | 30      |       |
| 20  | Urs Luzi             | Honda      | +55.920   | 25      |       |
| 21  | Jean-François Baldé  | Defi-Rotax | +1:08.340 | 6       |       |
| 22  | Katsuyosji Kozono    | Honda      | +1:10.220 | 29      |       |
| 23  | Yoshihisa Hasegawa   | Yamaha     | +1:14.700 | 39      |       |
| 24  | Kevin Mitchell       | Yamaha     | +1:15.200 | 34      |       |
| 25  | Alberto Puig         | Honda      | +1:29.280 | 22      |       |
| 26  | August Auinger       | Aprilia    | +1:34.270 | 37      |       |
| 27  | René Delaby          | Yamaha     | +1:36.530 | 28      |       |

### Ritirati
| Pilota             | Moto    | Motivo ritiro | Griglia |
| ------------------ | ------- | ------------- | ------- |
| Bruno Casanova     | Aprilia | Caduta        | 24      |
| Dominique Sarron   | Honda   |               | 32      |
| Helmut Bradl       | Honda   |               | 35      |
| Junya Arai         | Yamaha  |               | 18      |
| Luca Cadalora      | Yamaha  |               | 14      |
| Ivan Palazzese     | Yamaha  |               | 38      |
| Loris Reggiani     | Aprilia |               | 20      |
| Aaron Slight       | Yamaha  |               | 36      |
| Takayoshi Yamamoto | Yamaha  |               | 17      |

### Non partiti
| Pilota         | Moto    | Griglia |
| -------------- | ------- | ------- |
| Manfred Herweh | Yamaha  | 5       |
| Paolo Casoli   | Garelli | 15      |
| Harald Eckl    | Aprilia | 33      |